# Peter Ramsey
Peter Ramsey (Los Angeles, 23 dicembre 1962) è un regista, illustratore e sceneggiatore statunitense, dedito soprattutto all'animazione.

## Filmografia

### Regista

#### Cinema
- Mostri contro alieni - Zucche mutanti venute dallo spazio (Monsters vs Aliens: Mutant Pumpkins from Outer Space) (2009) - cortometraggio TV
- Le 5 leggende (Rise of the Guardians) (2012)
- Spider-Man - Un nuovo universo (Spider-Man: Into the Spider-Verse) (2018)

#### Televisione
- The Mandalorian – serie TV, episodio 3x05 (2023)
- Ahsoka – miniserie TV, puntata 4 (2023)

### Produttore esecutivo

#### Cinema
- Spider-Man: Across the Spider-Verse, regia di Kemp Powers con Joaquim Dos Santos e Justin K. Thompson (2023)

## Riconoscimenti

### Premio Oscar
- 2019 – Miglior film d'animazione per Spider-Man - Un nuovo universo (Spider-Man: Into the Spider-Verse)

### Golden Globe
- 2013 – Candidatura per miglior film d'animazione per Le 5 leggende (Rise of the Guardians)
- 2019 – Miglior film d'animazione per Spider-Man - Un nuovo universo (Spider-Man: Into the Spider-Verse)

### Premio BAFTA
- 2019 – Miglior film d'animazione per Spider-Man - Un nuovo universo (Spider-Man: Into the Spider-Verse)

### Annie Awards
- 2012 – Candidatura per miglior film d'animazione per Le 5 leggende (Rise of the Guardians)

- 2019 – Miglior film d'animazione per Spider-Man - Un nuovo universo (Spider-Man: Into the Spider-Verse)